# One-Eyed Jacks
One-Eyed Jacks (bra: A Face Oculta; prt: Cinco Anos Depois) é um filme estadunidense de 1961, do gênero faroeste, estrelado e dirigido por Marlon Brando, que substituiu durante as filmagens o diretor Stanley Kubrick, com roteiro baseado no conto The Authentic Death of Hendry Jones, de Charles Neider.
As filmagens ocorreram no Novo México e na península de Monterrey na Califórnia. 

## Sinopse
Rio (também chamado de "The Kid") é um líder de uma quadrilha de ladrões em Sonora (México). O seu mentor, Dad Longworth (Karl Malden), o trai e ele decide se vingar. Mas tudo pode dar errado pois Rio se apaixona pela enteada de Dad, que agora é o xerife de Sonora.

## Elenco
- Marlon Brando - Rio
- Karl Malden - Dad Longworth
- Ben Johnson - Bob Emory
- Katy Jurado - Maria Longworth
- Pina Pellicer - Louisa
- Slim Pickens - Lon Dedrick
- Larry Duran - Chico Modesto